# Cmentarz wojenny w Dobrynce
Cmentarz wojenny w Dobrynce – nekropolia wojenna z I wojny światowej w Dobrynce, utworzona w 1915 r.

## Historia i opis
Cmentarz został wytyczony we wrześniu 1915 r. jako zbiorowy grób żołnierzy niemieckich i austro-węgierskich. Nekropolia znajduje się przy drodze przez wieś, otoczona wałem ziemnym na planie sześcioboku.
Według planu cmentarz stanowiło 12 zbiorowych mogił ziemnych położonych po bokach alei głównej prowadzącej do kamiennego obelisku z krzyżem i pamiątkową tablicą.

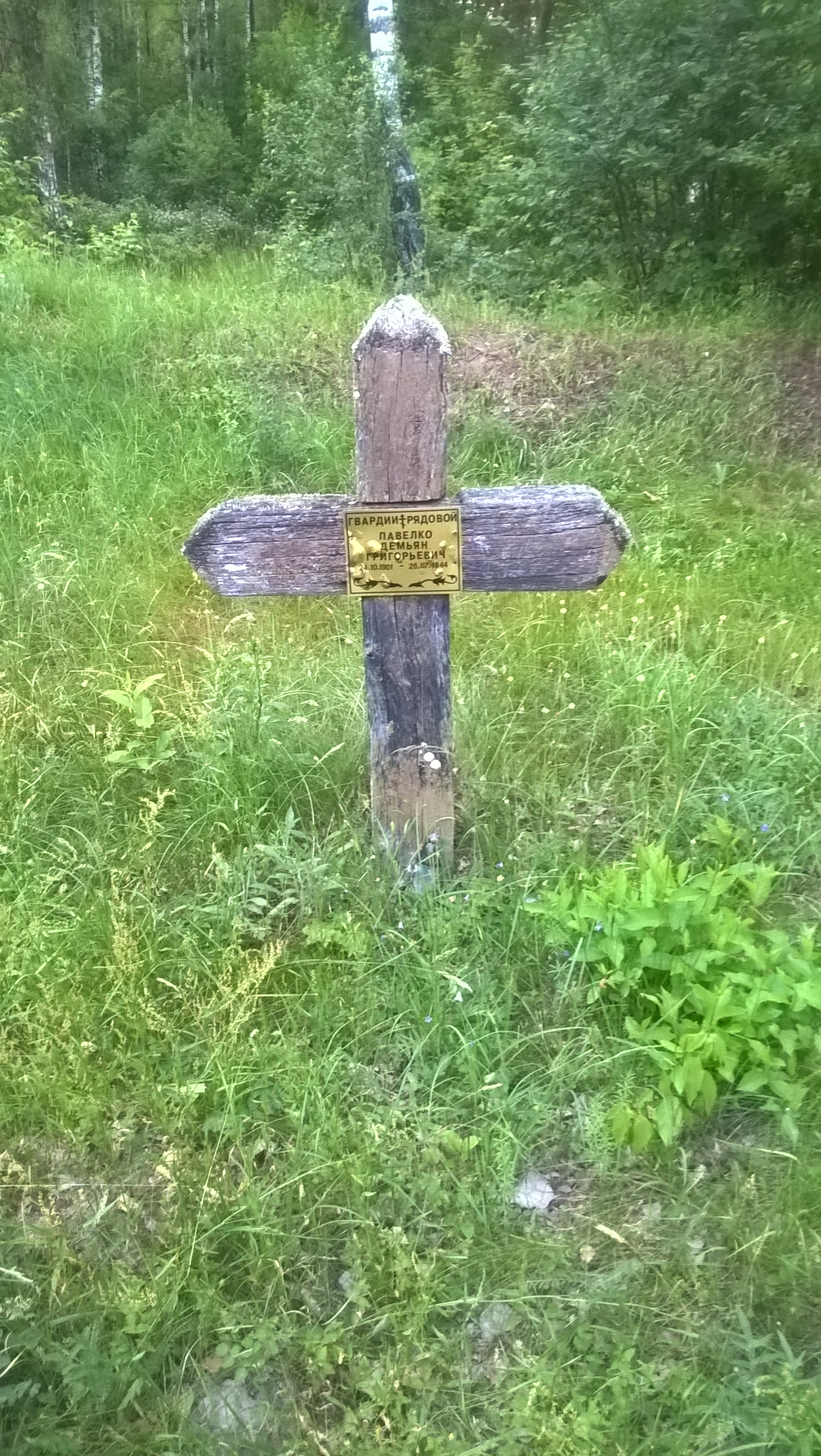
Grób żołnierza radzieckiego

W połowie lat 90. XX wieku na terenie nekropolii wciąż stał obelisk, lecz pozbawiony krzyża i tablicy. Nie można było rozróżnić położenia alei i mogił ziemnych. Ponadto znajdują się tam dwa współczesne metalowe krzyże oraz pojedyncza mogiła szeregowego Gwardii Armii Czerwonej Diemiana Pawiełki, pochowanego tam w lipcu 1944 r.
Teren cmentarza porośnięty jest brzozowym lasem.